# Dillonvale (Comtat de Jefferson)
Dillonvale és una població dels Estats Units a l'estat d'Ohio. Segons el cens del 2000 tenia 781 habitants.

## Demografia
Segons el cens del 2000, Dillonvale tenia 781 habitants, 339 habitatges, i 234 famílies. La densitat de població era de 735,5 habitants per km².
Dels 339 habitatges en un 25,7% hi vivien nens de menys de 18 anys, en un 48,1% hi vivien parelles casades, en un 13,9% dones solteres, i en un 30,7% no eren unitats familiars. En el 28,6% dels habitatges hi vivien persones soles el 18% de les quals corresponia a persones de 65 anys o més que vivien soles. El nombre mitjà de persones vivint en cada habitatge era de 2,3 i el nombre mitjà de persones que vivien en cada família era de 2,74.
Per edats la població es repartia de la següent manera: un 20,2% tenia menys de 18 anys, un 7,6% entre 18 i 24, un 25,1% entre 25 i 44, un 22% de 45 a 60 i un 25,1% 65 anys o més.
L'edat mediana era de 43 anys. Per cada 100 dones de 18 o més anys hi havia 83,8 homes.
La renda mediana per habitatge era de 28.636 $ i la renda mediana per família de 34.625 $. Els homes tenien una renda mediana de 29.500 $ mentre que les dones 19.615 $. La renda per capita de la població era de 14.446 $. Aproximadament el 8,5% de les famílies i l'11,9% de la població estaven per davall del llindar de pobresa.